# Estación Moctezuma
Estación Moctezuma är en ort i Mexiko.   Den ligger i kommunen Moctezuma och delstaten San Luis Potosí, i den centrala delen av landet, 400 km nordväst om huvudstaden Mexico City. Estación Moctezuma ligger 1 677 meter över havet och antalet invånare är 241.
Terrängen runt Estación Moctezuma är lite kuperad, och sluttar brant österut. Runt Estación Moctezuma är det glesbefolkat, med 16 invånare per kvadratkilometer. Närmaste större samhälle är La Manta, 16,6 km söder om Estación Moctezuma. Omgivningarna runt Estación Moctezuma är i huvudsak ett öppet busklandskap.